# Vasílios Simantirákis
Vasílios Simantirákis (grec moderne : Βασίλειος Σημαντηράκης) ou Vasílis Simantirákis (Βασίλης Σημαντηράκης), né le 1er mars 1989 à La Canée, est un coureur cycliste grec.

## Palmarès sur route

### Par année
- 2005
  -  Champion de Grèce sur route cadets
  -  Champion de Grèce du contre-la-montre cadets
  - 2e du championnat de Grèce du contre-la-montre par équipes cadets
- 2015
  - Tour de Rhodes :
    - Classement général
    - 1re et 2e étapes

### Classements mondiaux
| Année           | 2009   | 2010   | 2011 | 2012 | 2013 | 2014 |
| --------------- | ------ | ------ | ---- | ---- | ---- | ---- |
| UCI Europe Tour | 1 149e | 1 140e |      | 698e |      | 997e |

## Palmarès sur piste

### Championnats des Balkans
- 2013
  -  Champion des Balkans de poursuite par équipes (avec Panagiótis Karavinákis, Dimítris Polydorópoulos et Neófytos Sakellarídis-Mángouras)

### Championnats nationaux
- 2006
  - 2e du championnat de Grèce de vitesse par équipes juniors
- 2011
  - 2e du championnat de Grèce de l'américaine
- 2012
  - 3e du championnat de Grèce de poursuite par équipes
- 2015
  -  Champion de Grèce de poursuite par équipes (avec Panagiótis Karavinákis, Geórgios Boúglas et Zísis Soúlios)
  - 3e du championnat de Grèce de poursuite

## Palmarès en VTT

### Championnats nationaux
- 2005
  -  Champion de Grèce de cross-country cadets
- 2014
  - 2e du championnat de Grèce de cross-country
- 2015
  - 2e du championnat de Grèce de cross-country marathon